# 符竹庭

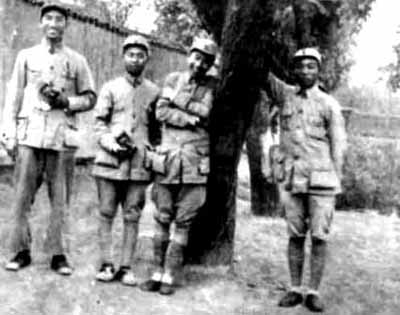
符竹庭(左二)

符竹庭（1912年—1943年），江西广昌县人，抗日战争时期八路军著名将军，曾任一一五师教导二旅政治委员、滨海军区政委。

## 年表
1941年，任一一五师教导二旅政治委员，兼鲁南区党委书记。
1942年，任滨海军区政委、滨海区党委书记。
1942年11月19日，滨海军区发动赣榆战役，符竹庭将军率部解放赣榆县城（今赣榆县赣马镇），该战役解放报道于次日《延安日报》头版头条发表。
1942年11月26日，符竹庭将军在赣榆县黑林镇旦头村遭敌军偷袭，壮烈牺牲。后葬于赣榆县抗日山国家级烈士陵园。
1945年-1950年，赣榆县县名改为竹庭县。
1991年7月1日，赣榆县委、县政府在其牺牲的地方立碑纪念。